# إيدا ك. وارد
إيدا ك. وارد (بالإنجليزية: Ida C. Ward)‏ هي لغوية بريطانية، ولدت في 4 أكتوبر 1880 في برادفورد في المملكة المتحدة، وتوفيت في 10 أكتوبر 1949 في غلدفورد في المملكة المتحدة.